# Scopula metaspilaria
Scopula metaspilaria är en fjärilsart som beskrevs av Walker 1861. Scopula metaspilaria ingår i släktet Scopula och familjen mätare. Inga underarter finns listade.